# Lega Democratica della Dardania
La Lega Democratica della Dardania (in albanese Lidhja demokratike e Dardanisë) è stata un partito politico del Kosovo. Il partito venne istituito nel gennaio 2007 dall'ex Presidente dell'Assemblea del Kosovo Nexhat Daci in seguito al suo tentativo fallito di diventare leader della Lega Democratica del Kosovo. Si tratta di un partito conservatore e liberal-conservatore e il secondo più grande partito di destra in Kosovo.
Il leader della Lega Democratica di Dardania era Nexhat Daci, i suoi vice erano Besa Gaxherri, Adem Salihaj, Xhemajl Hyseni e Berim Ramosaj, mentre il Segretario Generale era Lulëzim Zeneli.
La Lega Democratica ottenne seggi nell'Assemblea del Kosovo dopo la loro defezione dalla Lega Democratica del Kosovo.
Il partito fu inizialmente chiamato "Lega Democratica", ma in seguito fu aggiunto "della Dardania", l'antico nome per il Kosovo, per evitare confusione con la Lega Democratica del Kosovo.
Alle elezioni del 2010 ottiene 14 924 voti (2,14%), senza eleggere deputati.